# Brachyodina metzi
Brachyodina metzi är en tvåvingeart som först beskrevs av Johnson 1919.  Brachyodina metzi ingår i släktet Brachyodina och familjen vapenflugor.
Artens utbredningsområde är Jamaica. Inga underarter finns listade i Catalogue of Life.